# Wünschdirwas (Verein)
Der als gemeinnützig anerkannte Verein Wünschdirwas (Eigenschreibweise wünschdirwas) e. V. mit Sitz in Köln wurde am 19. März 1989 gegründet, um chronisch und schwer erkrankten Kindern und Jugendlichen besondere Erlebnisse zu ermöglichen. Außerdem arbeitet der Verein nach eigener Angabe mit Ärzten und Therapeuten von Kinderkliniken, Krankenhäusern und Hospizen in Deutschland zusammen und unterstützt diese bei zahlreichen Projekten, wie z. B. Klinikfesten oder der Ausstattung von Spiel- und Aufenthaltszimmern. 

## Vereinsarbeit
Jährlich werden rund 350 sogenannte Herzenswünsche erfüllt. Die Bandbreite reicht dabei vom Musicalbesuch über einen Hubschrauberflug bis hin zu einer persönlichen Pinguinfütterung oder einem Treffen mit dem Lieblingsstar. 
Die Vereinsarbeit wird von Förderern und ehrenamtlichen Helfern unterstützt. Zudem engagieren oder engagierten sich folgende prominente Botschafter für den Verein: Die Dressurreiterin Nadine Capellmann, der Comedystar Bülent Ceylan, die Bestsellerautorin Cornelia Funke, der Fernsehkoch Roland Trettl, der Fernsehkoch Ralf Zacherl und der Moderator Jörg Pilawa.
Seit 2009 ermöglicht der Verein erkrankten Kindern und ihren Familien Erholung in einem Ferienhaus im ostfriesischen Hinte (nahe Emden). Das barrierefreie Haus ist ausschließlich durch Sponsorengelder finanziert.
Im Jahr 2018 hat sich der Verein freiwillig selbstverpflichtend der Initiative Transparente Zivilgesellschaft angeschlossen.

## Spendensiegel
Im April 2024 ist Wünschdirwas vom Deutschen Zentralinstituts für soziale Fragen das DZI-Spendensiegel verliehen worden.